# 黃大經
黃大經（1495年—？），字道卿，福建興化府莆田縣人，民籍，明朝政治人物。

## 生平
正德十一年（1516年）丙子科福建鄉試第六十一名舉人，十六年（1521年）中式辛巳科會試第三百十八名，二甲第十三名進士。授戶部主事。

## 家族
曾祖黃譽，湖廣布政使司左參政進階大中大夫資治少尹；祖父黃穆，編修；父黃清，母方氏。重慶下。